# 튀일리 정원

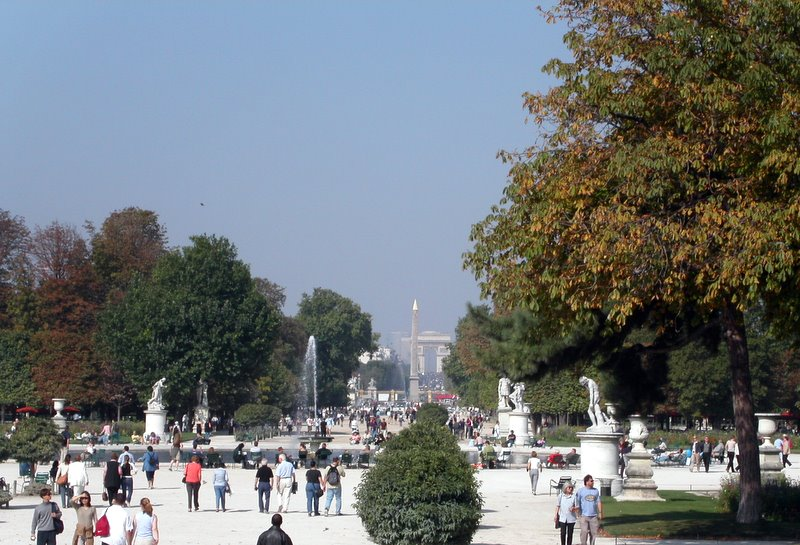
튈르리 정원의 모습

튈르리 정원(프랑스어: Jardin des Tuileries)은 프랑스 파리 루브르 박물관과 튈르리 궁전 사이에 있는 정원이다. 행정 구역으로는 1구에 속해있다. 1564년 카트린 드 메디시스에 의해 튈르리 궁전의 정원으로서 만들어졌으나, 1667년에 개원되었다. 프랑스 혁명 이후에는 공공 공원으로 개원되었다.

## 같이 보기
- 튀일리궁